# Jon Moss
Jonathan Aubrey Moss (Londres, 11 de setembro de 1957), mais conhecido como Jon Moss, é um baterista britânico, membro fundador do grupo Culture Club. Ele também tocou em outras bandas, incluindo London, The Nips, The Damned e Adam and the Ants.

## Biografia
Moss nasceu na "Clapham Jewish Boys Home" em Wandsworth, sul de Londres, e foi adotado aos seis meses por Lionel Joseph Moss (n.1927, m.1999) e Rosetta Audrey Moss (n.1929), um casal de classe média alta, descendentes de judeus. Seu pai era proprietário de uma loja de roupas chamada Alkit, localizada na Cambridge Circus. Jon cresceu em Hampstead e frequentou excelentes colégios, entre eles Arnold House School (1962-70) e Highgate School (1970-75).
A música foi um importante passatempo na sua infância, já que ele costumava tocar conhecidas canções no piano da família. Quando estava com treze anos, começou a tocar bateria; seu irmão mais velho, David, tinha uma bateria Wayward, a qual ele pegava emprestado.
Enquanto estudava no Highgate, ele desenvolveu fascinação por esportes, em especial, boxe, mas não queria isso profissionalmente. Foi também neste colégio que ele formou sua primeira banda, denominada Pig Williams, com seu amigo Nick Feldman (que mais tarde se tornaria membro da banda Wang Chung, que teve dois sucessos no Top 10 hits nos EUA). Juntos, eles realizaram várias performances em eventos da escola. Antes de iniciar a carreira musical, Jon trabalhou na loja de seu pai, como vendedor de bolos e como engenheiro de som nos estúdios Marquee. Ele considerava ir para a faculdade perda de tempo, embora tenha considerado brevemente a ideia de estudar grego em Cambridge.

## Carreira

### Os Primórdios (1976–80)
Juntamente com seu amigo Riff Regan, Moss entrou para a banda punk London, em 1976, depois de tentar ser baterista do The Clash, mais tarde Jon disse: "a mistura de personalidades não funcionou; as atitudes deles eram muito diferente da minhas". Eles lançaram um single intitulado "Everyone's a Winner", administrado por Simon Napier-Bell e, eventualmente, gravaram dois singles, um EP com 4 faixas e um álbum para MCA Records em 1977. Em seguida, ele teve a honra de sair em turnê com a estabelecida banda punk The Stranglers e eles fecharam um contrato de gravação.
A decadência estava se alastrando pelo punk, e a banda London estava perdendo o humor que os caracterizava. Ele então recebeu a proposta de tocar no grupo de rock gótico The Damned, substituindo Rat Scabies. A decisão final para juntar-se a eles veio quando Moss sofreu um acidente de carro, na véspera do Ano Novo de 1977, causando uma fratura no nariz e diversos ferimentos na sua face, que necessitaram de 250 pontos e uma semana de estadia hospitalar.
Moss tocou brevemente com Adam and The Ants nas faixas "Cartrouble - Part II" e o lado B "Kick", antes deles explodirem comercialmente.

### Culture Club - Início & Separação (1981–86)
Alguns anos mais tarde, Jon foi avisado por um amigo que Boy George estava a procura de baterista para sua banda, originalmente chamada Sex Gang Children. Moss foi quem sugeriu a mudança do nome do grupo para Culture Club, em referência às diversas origens étnicas dos membros.
Em 1985, ele produziu algumas músicas para Woyeyeh, banda de seu flerte na época, Sheila.

### Outros trabalhos & Reunião do Culture Club (1987–02)
Logo após a separação do Culture Club, Moss lançou uma single com o grupo Heartbeat UK, intitulado "Jump To It", em que ele também produziu.
Em 1989, sob o nome de Rubberman, ele lançou uma faixa de acid house instrumental. Boy George usou essa música como fundo para criar a música "After The Love", que foi lançada como um single sobre o nome de Jesus Loves You em 1989. Ele também estava envolvido mais tarde em outro grupo, Promised Land, por volta de 1991-1992, com Nick Feldman. Eles lançaram alguns singles ("Something In The Air" e "Circle in the Square") e um álbum autointitulado.
Moss fez parte breve reunião do Culture Club entre 1998–2002.

### Projetos Lado B e Sociais (2003–10)
Ele também participou uma banda punk chamada Fassbender entre 2003-05. Moss tem trabalhado com as bandas DanMingo e Dirth. Ele também já tocou e gravou com o cantor e compositor londrino, Anca.
Em julho de 2005, Moss tocou bateria no single "People I Don't Know Are Trying to Kill Me", de um projeto de caridade criado pelo jornalista Neil McCormick, para ajudar as famílias das vítimas dos atentados terroristas em Londres.
Em 2006, Moss, Mikey Craig e Phil Pickett, lançaram um novo projeto "Culture Club Reborn" com Sam Butcher nos vocais (devido a recusa de Boy George em participar do grupo). Uma turnê pelo Reino Unido foi anunciada para dezembro do mesmo ano, mas foi adiada para dar tempo aos integrantes de concluir a gravação de seu álbum. Sem declarações oficiais à imprensa, em 2007, o empresário deles, Tony Gordon, disse que o projeto estava "em espera", em seguida, Moss afirmou que o projeto foi arquivado.
Moss foi entrevistado no Village Voice Hampstead sobre a sua infância e carreira em 2009.

### Culture Club - O Retorno (2011-Presente)
Jon Moss está envolvido com a reunião do Culture Club, incluindo inicialmente a gravação de um novo álbum e uma turnê mundial. O grupo fez dois concertos em Dubai (29 de dezembro de 2011) e Sydney (31 de dezembro de 2011), no qual Moss não compareceu por estar debilitado nos dias da ocasião por conta de uma cirurgia de hérnia. Apesar dos rumores de que o projeto havia sido arquivado, Boy George disse em uma entrevista,  transmitida em março 2012 pela rádio BBC 5, que o novo álbum da banda será lançado em 2013, mas não mencionou nada sobre a turnê.
Além do Culture Club, Jon esteve percussionando com o Mad Dog Bites, ao lado de Martin French (vocal), Godfrey Velha (gaita), Peter Noone (baixo) e Conrad Blakemore (guitarra). Bob Weston também foi um membro do grupo até sua morte em janeiro de 2012.
Moss também se juntou e cantou com o Rock Choir em março de 2013, no Shopping Center Whiteleys, ajudando-os a angariar fundos para o Comic Relief - Red Nose Day '13.

## Vida Pessoal
Jon Moss tem três filhos com sua ex-esposa Barbara Savage.
Moss teve um relacionamento com Boy George durante o auge do Culture Club, mas ela não era conhecida na época. Sua relação acabou em 1986; é mostrada em Worried About the Boy, um filme dramático transmitido pela BBC2.